# Barranc dels Molins d'Ares del Maestrat
El barranc dels Molins d'Ares del Maestrat és un espai etnològic situat al municipi valencià d'Ares del Maestrat, a la comarca de l'Alt Maestrat.
Està catalogat com Bé d'Interès Cultural, segons consta a la Direcció General de Patrimoni Artístic de la Generalitat Valenciana, comptant amb número d'anotació ministerial RI-54-0000239, i data d'anotació 15 de maig de 2009. Dins de l'àmbit de protecció estan tots els immobles històrics que formen part d'aquest sistema hidràulic, la qual cosa suposa, a més dels molins, la font "dels Regatxols" i el safareig adjunt. Existeix el sender local Camí dels Molins o SL-CV 45 que recorre els cinc molins seguint la senda marcada.
El Molí del Sol de la Costa ha estat restaurat com a museu i centre d'interpretació del barranc del Molins.

## Descripció historicoartística
Aquest espai etnològic deu el seu nom als cinc molins fariners moguts per energia hidràulica que s'hi situen. Aquests molins van ser construïts en la segona meitat del segle xviii i són els anomenats: Molí de la Roca, Molinet, Molí de Dalt, Molí de la Bassa Rodona i Molí del Sol de la Costa.
Es tracta de molins del tipus de roda horitzontal i formen cadascun d'ells una unitat hidràulica amb els seus elements típics: una bassa de retenció de l'aigua, una torre o rampa, segons cada cas, de caiguda d'aigua (cup) i la séquia de canalització d'aigua que els connecta. L'aigua es proveïa des del punt més alt, l'anomenat Ull de la Roca i a través de la xarxa lineal es conduïa l'aigua fins a la sortida de les aigües del molí més baix, l'anomenat del Sol de la Costa. Els molins no consumien aigua, sinó que utilitzaven la força de la seva caiguda per transformar-la en energia mecànica, abocant després al seu llit natural. L'aigua s'aprofita després amb el mateix cabal fins a cinc vegades.
Aquests molins van ser construïts a petició dels propietaris rendistes de les finques agrícoles on se situaven, per aconseguir un conjunt que pogués moldre la quantitat de blat suficient per fer front a la demanda de farina de la població creixent d'una gran part del terme d'Ares i d'altres territoris veïns com les masies de l'altiplà sud de Morella. Es pot comptar amb documentació de tres d'ells, la qual permet saber l'any de construcció d'aquests, així el Molí de la Roca es data en 1774, el Molí de la Bassa Rodona a 1760 i el Molí del Sol de la Costa a 1798.
Els molins es van construir aprofitant les condicions naturals del terreny, el qual presenta un relleu molt escarpat amb poc i puntual cabal d'aigua. Per això era important aconseguir amb el cabal disponible, l'energia necessària per moure la maquinària, arribant a realitzar-se el cup, per a això es va excavar parcialment en roca, de 25 m d'alçada del primer molí, i l'aqüeducte que condueix l'aigua fins al cup del Molí del Sòl de la Costa, dues de les construccions de més envergadura d'aquest conjunt. Aquesta forma de construcció és la dominant a la muntanya mediterrània, ja que en ella els cabals són escassos i sovint temporals, alhora que es compta amb desnivells d'orografia importants.
L'aigua que s'utilitzava per proveir el conjunt del Barranc dels Molins, procedeix d'un barranc de desguàs de l'extens altiplà d'Ares -la Llàcua, el qual, malgrat que roman sec la major part de l'any, disposa d'alguns naixements d'aigua en la seva capçalera, com: la font o ullal, conegut com la pica de la Roca, situat al vessant (a uns 1045msnm) i uns 30 m per sobre del Molí de la Roca, la font del Molí (a uns 980msnm), situada al costat del barranc i la font " dels Regatxols " (a 1210m) des d'on es canalitzava l'aigua, la qual salvava un fort desnivell. Des d'aquests punts l'aigua era dirigida cap a les basses, on s'emmagatzemava fins a arribar a tenir la suficient quantitat per aconseguir moure els molins.
La tècnica era senzilla, la bassa es comunicava amb els mecanismes del molí a través del cup, per on l'aigua s'abocava bé en caiguda vertical, o sobre un pla inclinat, depenent de les forma dels cups. Quan aquests estaven plens, s'obria la tapa de la séquia -part final del cup- i l'aigua sortia a través del petit orifici de la séquia amb la suficient velocitat per fer girar la roda, que solia ser de fusta i transmetia el seu gir a través d'un eix vertical a la mola volandera, que en el seu moviment giratori sobre una altra mola fixa, converteix per fregament el gra en farina.
El material emprat per a construcció de cups i rampes va ser el carreu, amb el que es pretenia evitar pèrdues d'aigua per filtracions en impermeabilitzar els conductes, a més d'aconseguir una major durabilitat.